# Куртоая
Куртоая (рум. Curtoaia) — село в Унгенском районе Молдавии. Наряду с селом Кондратешты входит в состав коммуны Кондратешты.

## География
Село расположено на высоте 270 метров над уровнем моря.

## Население
По данным переписи населения 2004 года, в селе Куртоая проживает 327 человек (155 мужчин, 172 женщины).
Этнический состав села:
| Национальность | Число жителей | Процентный состав |
| -------------- | ------------- | ----------------- |
| молдаване      | 317           | 96.94             |
| румыны         | 9             | 2.75              |
| прочие         | 1             | 0.31              |
| Всего          | 327           | 100%              |